# さよならを過ぎて
『さよならを過ぎて』（さよならをすぎて）は、酒井法子の10枚目のシングル。1989年8月2日にビクター音楽産業から発売された。

## 概要
本作の表題曲、カップリング曲ともに来生えつこが作詞を手掛けている。
「さよならを過ぎて」は、夏から秋への季節の移ろいと恋の終わりとを重ね合わせたマイナー調の楽曲。酒井本人が主演したテレビ朝日系ドラマ『山村美紗の密室ミステリー 京舞妓殺人事件 舞妓さんは名探偵Ⅱ』のエンディングテーマとして使用された。
カップリング曲「少しづつの恋」は、″恋に揺れる乙女心″ を歌った楽曲。
2017年2月15日には音楽配信が開始された。

## 収録曲

### シングル・レコード

#### SIDE-A
1. さよならを過ぎて
作詞: 来生えつこ / 作曲: 前田克樹 / 編曲: 船山基紀

#### SIDE-B
1. 少しづつの恋
作詞: 来生えつこ / 作曲: 濱田金吾 / 編曲: 鷺巣詩郎

### シングル・カセット

#### SIDE-A
1. さよならを過ぎて
2. さよならを過ぎて〈オリジナル・カラオケ：ファンタスティック・オーケストラ〉

#### SIDE-B
1. 少しづつの恋
2. 少しづつの恋〈オリジナル・カラオケ：ファンタスティック・オーケストラ〉

### シングルCD
1. さよならを過ぎて (4:47)
2. 少しづつの恋 (4:20)

### 配信
1. さよならを過ぎて
2. さよならを過ぎて（オリジナル・カラオケ）
3. 少しづつの恋
4. 少しづつの恋（オリジナル・カラオケ）

## 収録アルバム
- Singles 〜NORIKO BEST〜
- TWIN BEST
- <COLEZO!> 酒井法子 Best Selection
- The Best Exhibition　酒井法子30thアニバーサリーベストアルバム
- GOLDEN☆BEST 酒井法子
- NORIKO BOX 30th Anniversary Mammoth Edition
- Premium Best